# Grand Prix Bahrajnu 2018
Grand Prix Bahrajnu 2018 (oficiálně Formula 1 2018 Gulf Air Bahrain Grand Prix) se jela na okruhu Bahrain International Circuit nedaleko města Sachír v Bahrajnu dne 8. dubna 2018. Závod byl druhým v pořadí v sezóně 2018 šampionátu Formule 1.

## Kvalifikace
| Poř.                       | No. | Jezdec            | Konstruktér               | Časy v kvalifikaci | Časy v kvalifikaci | Časy v kvalifikaci | Pořadí na startu |
| Poř.                       | No. | Jezdec            | Konstruktér               | Q1                 | Q2                 | Q3                 | Pořadí na startu |
| -------------------------- | --- | ----------------- | ------------------------- | ------------------ | ------------------ | ------------------ | ---------------- |
| 1                          | 5   | Sebastian Vettel  | Ferrari                   | 1:29.060           | 1:28.341           | 1:27.958           | 1                |
| 2                          | 7   | Kimi Räikkönen    | Ferrari                   | 1:28.951           | 1:28.515           | 1:28.101           | 2                |
| 3                          | 77  | Valtteri Bottas   | Mercedes                  | 1:29.275           | 1:28.794           | 1:28.124           | 3                |
| 4                          | 44  | Lewis Hamilton    | Mercedes                  | 1:29.396           | 1:28.458           | 1:28.220           | 9                |
| 5                          | 3   | Daniel Ricciardo  | Red Bull Racing-TAG Heuer | 1:29.552           | 1:28.962           | 1:28.398           | 4                |
| 6                          | 10  | Pierre Gasly      | Scuderia Toro Rosso-Honda | 1:30.121           | 1:29.836           | 1:29.329           | 5                |
| 7                          | 20  | Kevin Magnussen   | Haas-Ferrari              | 1:29.594           | 1:29.623           | 1:29.358           | 6                |
| 8                          | 27  | Nico Hülkenberg   | Renault                   | 1:30.260           | 1:29.187           | 1:29.570           | 7                |
| 9                          | 31  | Esteban Ocon      | Force India-Mercedes      | 1:30.338           | 1:30.009           | 1:29.874           | 8                |
| 10                         | 55  | Carlos Sainz Jr.  | Renault                   | 1:29.893           | 1:29.802           | 1:29.986           | 10               |
| 11                         | 28  | Brendon Hartley   | Scuderia Toro Rosso-Honda | 1:30.412           | 1:30.105           |                    | 11               |
| 12                         | 11  | Sergio Pérez      | Force India-Mercedes      | 1:30.218           | 1:30.156           |                    | 12               |
| 13                         | 14  | Fernando Alonso   | McLaren-Renault           | 1:30.530           | 1:30.212           |                    | 13               |
| 14                         | 2   | Stoffel Vandoorne | McLaren-Renault           | 1:30.479           | 1:30.525           |                    | 14               |
| 15                         | 33  | Max Verstappen    | Red Bull Racing-TAG Heuer | 1:29.374           | Bez času           |                    | 15               |
| 16                         | 8   | Romain Grosjean   | Haas-Ferrari              | 1:30.530           |                    |                    | 16               |
| 17                         | 9   | Marcus Ericsson   | Sauber-Ferrari            | 1:31.063           |                    |                    | 17               |
| 18                         | 35  | Sergej Sirotkin   | Williams-Mercedes         | 1:31.414           |                    |                    | 18               |
| 19                         | 16  | Charles Leclerc   | Sauber-Ferrari            | 1:31.420           |                    |                    | 19               |
| 20                         | 18  | Lance Stroll      | Williams-Mercedes         | 1:31.503           |                    |                    | 20               |
| 107% času vítěze: 1:35.177 |     |                   |                           |                    |                    |                    |                  |
| Zdroj:                     |     |                   |                           |                    |                    |                    |                  |

Poznámky
1. ↑  Lewis Hamilton obdržel trest posunu o 5 míst vzad za neplánovanou výměnu převodovky.
2. 1 2  Fernando Alonso a Romain Grosjean zajeli shodný čas. Alonso tohoto času dosáhl dříve a díky tomu postoupil do druhé části kvalifikace.

## Závod
| Poř.   | No. | Jezdec            | Konstruktér               | Počet kol | Čas/Odstoupení  | Pořadí na startu | Body |
| ------ | --- | ----------------- | ------------------------- | --------- | --------------- | ---------------- | ---- |
| 1      | 5   | Sebastian Vettel  | Ferrari                   | 57        | 1:32:01.940     | 1                | 25   |
| 2      | 77  | Valtteri Bottas   | Mercedes                  | 57        | +0.699          | 3                | 18   |
| 3      | 44  | Lewis Hamilton    | Mercedes                  | 57        | +6.512          | 9                | 15   |
| 4      | 10  | Pierre Gasly      | Scuderia Toro Rosso-Honda | 57        | +1:02.234       | 5                | 12   |
| 5      | 20  | Kevin Magnussen   | Haas-Ferrari              | 57        | +1:15.046       | 6                | 10   |
| 6      | 27  | Nico Hülkenberg   | Renault                   | 57        | +1:39.024       | 7                | 8    |
| 7      | 14  | Fernando Alonso   | McLaren-Renault           | 56        | +1 kolo         | 13               | 6    |
| 8      | 2   | Stoffel Vandoorne | McLaren-Renault           | 56        | +1 kolo         | 14               | 4    |
| 9      | 9   | Marcus Ericsson   | Sauber-Ferrari            | 56        | +1 kolo         | 17               | 2    |
| 10     | 31  | Esteban Ocon      | Force India-Mercedes      | 56        | +1 kolo         | 8                | 1    |
| 11     | 55  | Carlos Sainz Jr.  | Renault                   | 56        | +1 kolo         | 10               |      |
| 12     | 16  | Charles Leclerc   | Sauber-Ferrari            | 56        | +1 kolo         | 19               |      |
| 13     | 8   | Romain Grosjean   | Haas-Ferrari              | 56        | +1 kolo         | 16               |      |
| 14     | 18  | Lance Stroll      | Williams-Mercedes         | 56        | +1 kolo         | 20               |      |
| 15     | 35  | Sergej Sirotkin   | Williams-Mercedes         | 56        | +1 kolo         | 18               |      |
| 16     | 11  | Sergio Pérez      | Force India-Mercedes      | 56        | +1 kolo         | 12               |      |
| 17     | 28  | Brendon Hartley   | Scuderia Toro Rosso-Honda | 56        | +1 kolo         | 11               |      |
| Ret    | 7   | Kimi Räikkönen    | Ferrari                   | 35        | Nedotažené kolo | 2                |      |
| Ret    | 33  | Max Verstappen    | Red Bull Racing-TAG Heuer | 3         | Převodovka      | 15               |      |
| Ret    | 3   | Daniel Ricciardo  | Red Bull Racing-TAG Heuer | 1         | Elektronika     | 4                |      |
| Zdroj: |     |                   |                           |           |                 |                  |      |

Poznámky
1. ↑  Sergio Pérez obdržel trest přičtení 30 sekund k času v cíli za předjíždění v zaváděcím kole.
2. ↑  Brendon Hartley obdržel trest přičtení 30 sekund k času v cíli za nedodržení své pozice do první čáry zpomalovacího vozu.

## Průběžné pořadí po závodě
Pohár jezdců
|   | Pořadí | Jezdec           | Body |
| - | ------ | ---------------- | ---- |
|   | 1      | Sebastian Vettel | 50   |
|   | 2      | Lewis Hamilton   | 33   |
| 5 | 3      | Valtteri Bottas  | 22   |
| 1 | 4      | Fernando Alonso  | 16   |
| 2 | 5      | Kimi Räikkönen   | 15   |

Pohár konstruktérů
|   | Pořadí | Konstruktér               | Body |
| - | ------ | ------------------------- | ---- |
|   | 1      | Ferrari                   | 65   |
|   | 2      | Mercedes                  | 55   |
| 1 | 3      | McLaren-Renault           | 22   |
| 1 | 4      | Red Bull Racing-TAG Heuer | 20   |
|   | 5      | Renault                   | 15   |